# Jacques Le Moyne de Morgues

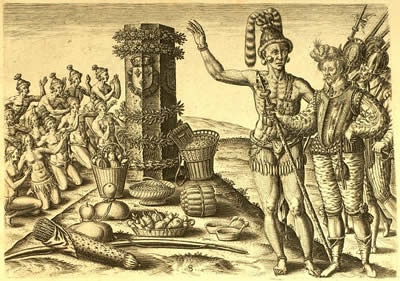
Uno de los grabados de Theodor de Bry, posiblemente sobre la base de dibujos de Moyne, que representa a Athore, hijo del rey timucua Saturiwa, mostrando a Laudonnière el monumento colocado por Ribault

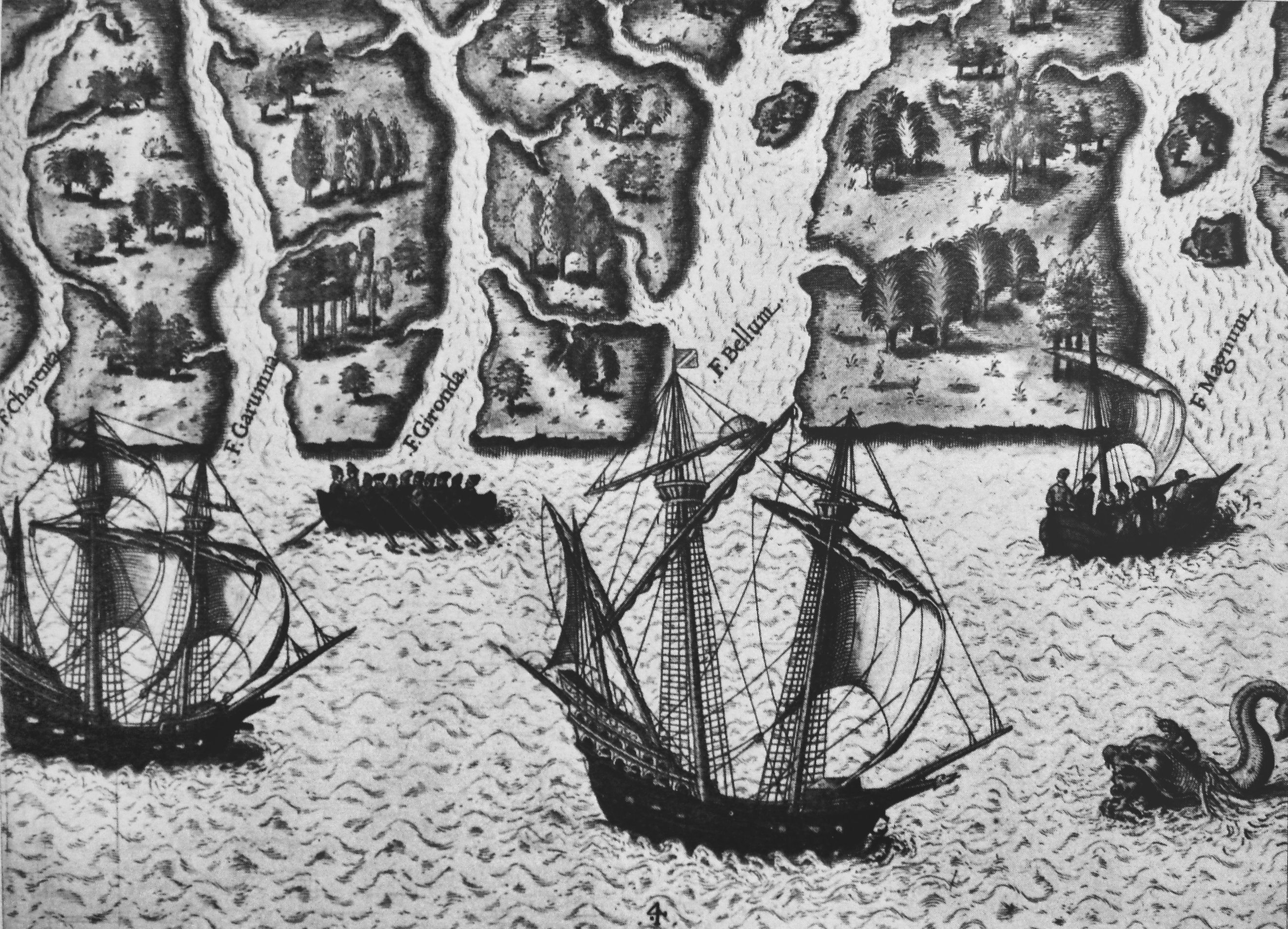
Exploración de Florida, por Ribault & Laudonniere, 1564, por Le Moyne de Morgues

Jacques le Moyne de Morgues (ca. 1533 – 1588) fue un ilustrador, y artista botánico francés, y miembro de la "Expedición Jean Ribault al Nuevo Mundo". Sus representaciones de los estadounidenses originarios, vida colonial, flora, y fauna son de una importancia histórica extraordinaria.

## Biografía

### Expedición
Hasta bien entrado el siglo XX, el conocimiento sobre Jacques Le Moyne era muy limitada, y en gran medida confinado a las notas al pie de la bibliografía etnográfica inaccesibles, donde figuraba como un escritor e ilustrador de una breve historia del intento de Laudonniére en 1564-5 para establecer una solución hugonote en la Florida. En 1922, sin embargo, Spencer Savage, bibliotecario de la Sociedad Linneana, hizo un descubrimiento que abrió el camino a la posterior definición de Le Moyne como una personalidad artística, reconociendo un grupo de cincuenta y nueve acuarelas de plantas contenidas en un pequeño volumen, adquirido por el "Museo Victoria y Alberto", en 1856, exclusivamente por sus finas ilustraciones del siglo XVI, siendo de hecho por Le Moyne. Las publicaciones de Savage relativas a ese descubrimiento prepararon el camino para atribuirle posteriormente al artista otros grupos importantes de dibujos y de acuarelas, que constituyen el núcleo de su obra conocida.
Le Moyne nació cerca de 1533, en Dieppe, Francia. Los primeros treinta años de su vida son indocumentados, pero parece razonable suponer que se formó como artista en su ciudad natal, que era a la vez un centro notable tanto para la cartografía y para la iluminación. Le Moyne probablemente trabajó en la corte del rey Carlos IX de Francia, aunque no hay constancia documental en este sentido, ni hay obras superstites del artista que daten de antes de su partida para la Florida, en 1564.
Le Moyne acompañó la "Expedición francesa de Jean Ribault y de René Laudonnière" en un fallido intento de colonizar el norte de Florida. Ellos arribaron al río San Johns en 1564, y pronto fundaron el Fuerte Caroline cerca del actual Jacksonville. Pintando en "estilo calvinista", sobre todo conocido por sus representaciones artísticas del paisaje, la flora, la fauna, y, sobre todo, los habitantes del Nuevo Mundo. Sus dibujos de las culturas comúnmente conocida como la Timucua (conocidas a través de su reproducción por el editor neerlandés Theodor de Bry) son en gran parte considerados como algunos de los datos más accesibles sobre las culturas del sudeste costero de Estados Unidos, sin embargo, muchas de esas representaciones y las cartas están siendo cuestionadas por historiadores y arqueólogos, en cuanto a su veracidad. Durante esa expedición se hizo conocido como cartógrafo e ilustrador que pinta paisajes y relieves de la tierra que cruzaba.
Ribault exploró la boca del río San Johns en Florida, y erigió un monumento de piedra en el norte del partido; y estableciendo un asentamiento en Parris Island, Carolina del Sur. Luego navegó de nuevo a Francia para suministros, mientras que Laudonnière se hizo cargo de la colonia. Habiendo encontrado condiciones desfavorables en Parris Island, Laudonnière y los otros, al tiempo, se mudaron a Florida, donde fundaron el "Fuerte Caroline", en el St. Johns Bluff, hoy Jacksonville. Muchos de los grabados DeBry representan la fortaleza francesa y la tribu local Saturiwa , el grupo Timucua que vivía en la boca del San Johns en el área del Fuerte Caroline.
La "Expedición Laudonniére", aunque resultó en la producción de fascinantes publicaciones Le Moyne / de Bry; y cartas importantes de las regiones costeras de la Florida, fue en última instancia, un desastre, las buenas relaciones establecidas inicialmente con las tribus indias que habitan en los territorios alrededor del sitio de asentamiento en San Juan pronto se agriaron, además de que varios miembros del partido francés entraron en descontento, y se rebelaron contra sus dirigentes.
El golpe de gracia final llegó un año más tarde, cuando un grupo de españoles de la colonia española de San Agustín, 50 km al sur, atacó la fortaleza de Laudonniére, en el "Fuerte Caroline". Los españoles, bajo el liderazgo de Pedro Menéndez de Avilés, irrumpieron en la colonia y mataron a la mayoría de los hugonotes, aunque Laudonnière, Le Moyne y cerca de dos docenas de otros escaparon y fueron rescatados a Inglaterra. Después de haber perdido su camino, se embarcaron medio muertos de hambre en la bahía de Swansea, Inglaterra, a mediados de noviembre de 1565, y finalmente llegaron a París, a principios de 1566.
La cuenta muy importante de Le Moyne, de ese viaje transatlántico, conocido hoy en día de una edición latina publicada en Fráncfort en 1591, por Theodore de Bry, bajo el título Brevis narratio eorum quae in Florida Americai provincia Gallis acciderunt, "indicando claramente que era el Rey quien instruyó al artista para acompañar a la expedición, encabezada por Jean Ribault y René Goulaine de Laudonniére, como artista oficial de los grabados y cartógrafo. Aunque sólo un dibujo original de Le Moyne, de un sujeto de América que hoy se conoce-la representación de Athore mostrando a Laudonniére la Columna creada por Ribault, ejecutadas en acuarela y gouache sobre papel vitela, ahora en la "Biblioteca Pública de Nueva York", la Brevis narratio, publicada por de Bry como el segundo volumen de su gran serie de publicaciones sobre viajes al Nuevo Mundo, conteniendo cuarenta y dos ilustraciones grabadas, y cartas agregadas hechas sobre el terreno por Le Moyne. El texto por de Bry describe y analiza esas imágenes, y su libro constituye un hito importante en la literatura de las primeras exploraciones de las Américas.

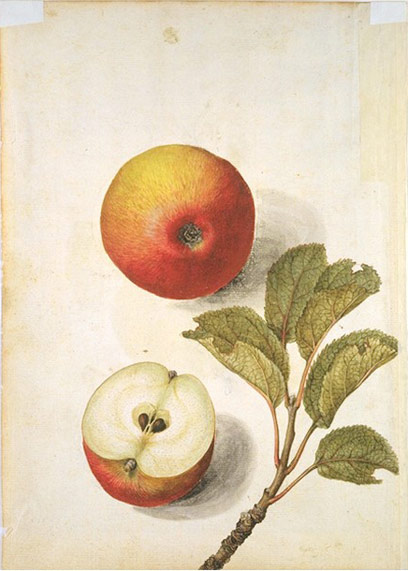
Jacques Le Moyne de Morgues (ca. 1533-1588, manzana (Malus pumila Mill.), 1568-1572, acuarela con el cuerpo de color sobre papel. V&A Museum Nº AM.3267Y-1856 Museo Victoria y Albert, Londres

## Pinturas
Le Moyne terminó su carrera como artista muy respetado, y botánico del Londres isabelino, donde sus clientes incluían a Sir Walter Raleigh y a Lady Mary Sidney. Dos de las seis obras documentadas por el artista en manos privadas, eran aguadas exquisitas, incorporando y combinando de una manera muy original de tres diversas tradiciones artísticas: el primero es el de la iluminación de manuscritos en la Francia natal de Le Moyne; el segundo es el registro de especies exóticas y nativas de la flora, la fauna y las culturas, expresión artística de la fascinación a finales del siglo XVI con la investigación científica y la exploración; y el tercero es el amor puramente estético de las flores y los jardines, que fue tan evidente en la cultura de la corte isabelina.
El más extravagante y exquisitamente labrado de todos los trabajos florales de Le Moyne son seis aguadas en miniatura, de la colección Korner. Vendidos como obra de un artista anónimo flamenco, de alrededor del 1600, su autoría fue reconocida por los historiadores de arte Dr. Rosy Schilling y el Sr. Pablo Hutton, en comparación con los dibujos de Le Moyne en el Museo Británico. Ellos son generalmente similares en la concepción de las acuarelas del Museo Británico, y también databan de alrededor de 1585.
Todos, menos uno de los dibujos originales de Le Moyne, fueron destruidas en el ataque español al "Fuerte Caroline", y la mayoría de las imágenes que se le atribuyen son en realidad grabados creados por el impresor y editor belga Theodor de Bry, que se basan en recreaciones Le Moyne producidos a partir de la memoria. Esas reproducciones, distribuidos por Le Moyne en volúmenes impresos, son algunas de las primeras imágenes de la colonización europea en el Nuevo Mundo. En 1588, Le Moyne falleció en Londres, y su descripción detallada del viaje Brevis narratio eorum quae in Florida Americai provincia Gallis acciderunt, se publicó en 1591. Una reedición de sus obras, incluyendo críticas, se publicó en 1977 por el Museo Británico.
Las imágenes de los timucuas, y las cartas relacionadas, que se afirma basados en los dibujos de Le Moyne por De Bry, han caído bajo un intenso escrutinio y su legitimidad como trabajos relacionados con Le Moyne se consideran muy cuestionables. Jerald Milanich, autor de textos sobre los Timucuas; y un arqueólogo del "Museo de Florida de Historia Natural publicaron un artículo en donde cuestionan si Le Moyne produjo ilustraciones de los Timucuas en absoluto, basado en la falta inexplicable de toda la documentación definitiva o en pruebas. Una de sus pinturas existentes, se cree que por el mismo Le Moyne (propiedad de la "Biblioteca Pública de Nueva York") se ha argumentado que es una réplica de uno de los grabados de Bry, en lugar de un original en sí, por el antropólogo y etnohistoriador Christian Feest.